# Карнивак-Ков
Карнивак-Ков — российская инактивированная вакцина против COVID-19 на основе вируса SARS-CoV-2 для плотоядных животных, разработанная подведомственным Россельхознадзору ФГБУ «Федеральный центр охраны здоровья животных» (ФГБУ «ВНИИЗЖ»).
«Карнивак-Ков» является первой и единственной в мире вакциной для профилактики новой коронавирусной инфекции COVID-19 разработанной специально для ветеринарных целей. Была зарегистрирована в России 31 марта 2021 года.
С 26 мая 2021 года в России началась вакцинация животных.

## Общее описание
Лекарственная форма — суспензия для инъекций. Вакцина изготовлена из инактивированного бета-пропиолактоном (как и вакцина КовиВак) штамма «вариант B» коронавируса SARS-CoV-2, полученного в перевиваемой культуре клеток Vero (50 % по массе), с добавлением в качестве сорбента гидроксида алюминия (1,5 % по массе).